# Hexafluorpropilén
A hexafluorpropilén teljesen fluorozott alkén, olyan propilén, amelynek minden hidrogénatomját fluor helyettesíti. Képlete C3F6. A vegyiparban köztitermékként használják.

## Tulajdonságai
Színtelen, szagtalan gáz, szobahőmérsékleten nem gyúlékony. Belélegzése ártalmas, a légutakat irritálja. Kritikus hőmérséklete 86,2 °C, kritikus nyomása 2,75 MPa, hármasponti hőmérséklete −156,5 °C (olvadáspont).

## Előállítása
Iparilag a difluor-klórmetán szabályozott hőmérsékleten végzett pirolízisével állítják elő. Tetrafluoretilénből is nyerhető normál vagy csökkentett nyomáson történő hevítéssel, lehetőleg inert gáz (például CO2) vagy vízgőz jelenlétében:
{\displaystyle \mathrm {3\ F_{2}C\!=\!CF_{2}{\xrightarrow {700-900\ ^{\circ }C}}2\ CF_{3}\!-\!CF\!=\!CF_{2}} }
Extrém hő hatására poli(tetrafluoretilén)ből (PTFE) is keletkezik annak bomlása révén.

## Felhasználása
Fontos felhasználása a kopolimerek, például tetrafluoretilénnel vagy 1,1-difluoretilénnel alkotott kopolimerek előállítása. Oxidációjával a sok célra felhasználható epoxidja, hexafluorpropilén-oxid állítható elő.
A plazmatechnikában a felületek PTFE-szerű rétegekkel történő bevonásához használják. Az iparban komonomerként alkalmazzák a tetrafluoretén alapú polimerek (például EFEP = etilén-TFE-HFP = etilén-tetrafluoretilén-hexafluorpropén) előállításához.

## Veszélyei
Mérgező (LC50 3000 ppm), hőbomlása során erősen mérgező perfluorizobutén keletkezhet.

## Fordítás
- Ez a szócikk részben vagy egészben  a   Hexafluoropropylene című angol Wikipédia-szócikk ezen változatának fordításán alapul.  Az eredeti cikk szerkesztőit annak laptörténete sorolja fel. Ez a jelzés csupán a megfogalmazás eredetét és a szerzői jogokat jelzi, nem szolgál a cikkben szereplő információk forrásmegjelöléseként.
- Ez a szócikk részben vagy egészben  a   Hexafluorpropen című német Wikipédia-szócikk ezen változatának fordításán alapul.  Az eredeti cikk szerkesztőit annak laptörténete sorolja fel. Ez a jelzés csupán a megfogalmazás eredetét és a szerzői jogokat jelzi, nem szolgál a cikkben szereplő információk forrásmegjelöléseként.